# Aedes macmillani
Aedes macmillani är en tvåvingeart som beskrevs av E. Sydney Marks 1964. Aedes macmillani ingår i släktet Aedes och familjen stickmyggor. Inga underarter finns listade i Catalogue of Life.